# Kevin J. Anderson
Kevin James Anderson (født 27. marts 1962) er en amerikansk science fiction-forfatter. Han har skrevet flere romaner til Star Wars, StarCraft, Titan A.E. og X-files.

## Ekstern henvisning
- Kevin J. Andersons hjemmeside